# یاکتی-یول
یاکتی-یول (به لاتین: Yakty-Yul) یک منطقهٔ مسکونی در روسیه است که در باشقیرستان واقع شده‌است.